# Zbigniew Herbert
Zbigniew Bolesław Ryszard Herbert (ur. 29 października 1924 we Lwowie, zm. 28 lipca 1998 w Warszawie) – polski poeta, eseista, dramaturg, twórca cyklu poetyckiego „Pan Cogito”, autor słuchowisk; pośmiertnie odznaczony Orderem Orła Białego. Z wykształcenia ekonomista, prawnik i filozof.

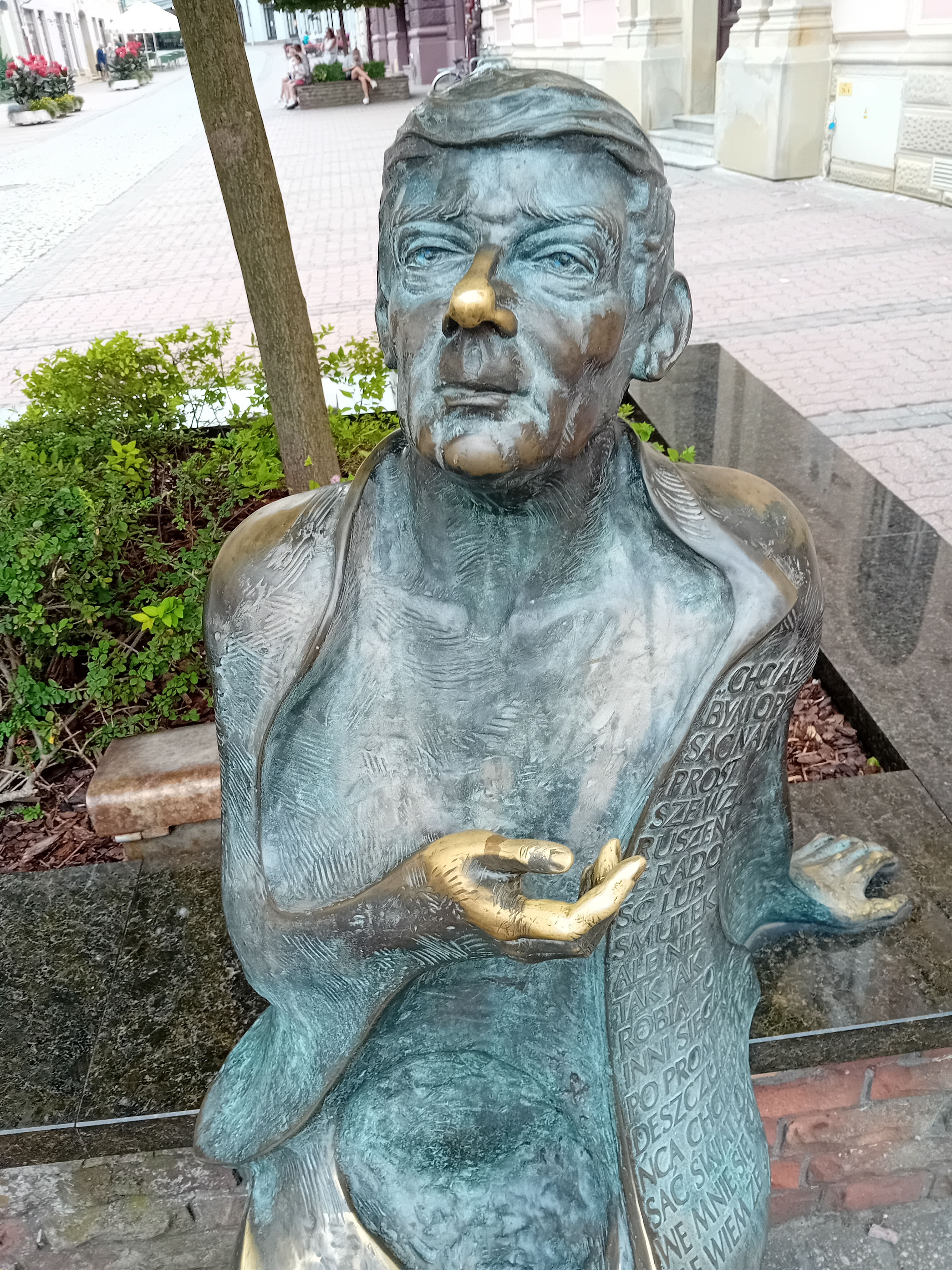
Pomnik Zbigniewa Herberta w Tarnowie

Laureat ponad dwudziestu nagród literackich. Od końca lat 60. XX w. był jednym z najpoważniejszych pretendentów do Literackiej Nagrody Nobla. Jego książki zostały przetłumaczone na 38 języków.

## Życiorys

### 1924–1956
Rodzina Herbertów przybyła do Galicji z Wiednia. Ojciec poety, Bolesław (po matce półkrwi Ormianin), legionista i obrońca Lwowa, z wykształcenia był prawnikiem, pracował jako dyrektor banku. Matka Maria pochodziła z rodziny Kaniaków. Rodzina Herbertów mieszkała przy ulicy Łyczakowskiej 55/5 we Lwowie, a od 1933 przy ulicy Obozowej 3. 26 grudnia 1924 został ochrzczony w kościele św. Antoniego we Lwowie.
Herbert uczył się przed wojną w VIII Państwowym Gimnazjum im. Króla Kazimierza Wielkiego we Lwowie (w czasie okupacji sowieckiej zamienionym na Średnią Szkołę Nr 14), gdzie jego nauczycielem był m.in. germanista Jan Zakrzewski, a kolegą szkolnym Zdzisław Ruziewicz. W 1941 podczas jazdy na nartach złamał nogę. Mimo, iż operację przeprowadził znakomity lwowski chirurg Adam Gruca, noga zrosła się źle. Herbert przeszedł długą rekonwalescencję i do końca życia utykał.
Po zajęciu Lwowa przez Niemców kontynuował naukę na tajnych kompletach, gdzie uzyskał maturę (w styczniu 1943). W tym czasie prawdopodobnie zaangażował się w działalność konspiracyjną (AK), choć jego nazwisko nie pojawia się w żadnych dokumentach ani relacjach. W czasie okupacji pracował m.in. jako karmiciel wszy zdrowych w produkującym szczepionki przeciwtyfusowe Instytucie prof. Rudolfa Weigla oraz jako sprzedawca w sklepie z materiałami metalowymi. Po maturze rozpoczął studia polonistyczne na konspiracyjnym Uniwersytecie Jana Kazimierza we Lwowie, ale przerwał je z powodu wyjazdu do Krakowa (pod koniec marca 1944, przed ponownym wkroczeniem Armii Czerwonej do Lwowa).

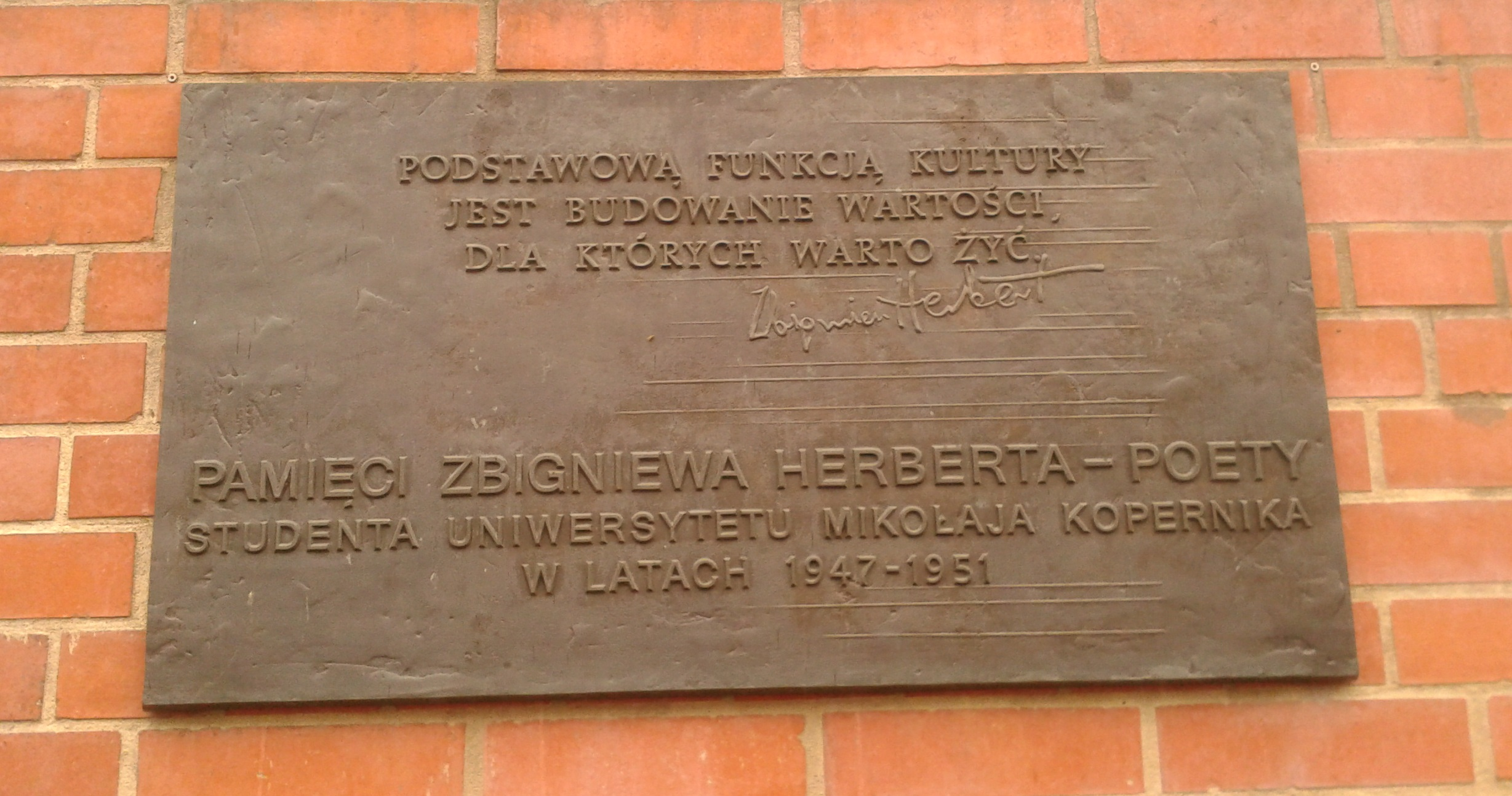
Tablica upamiętniająca Zbigniewa Herberta na budynku Collegium Maius Uniwersytetu Mikołaja Kopernika w Toruniu

Początkowo mieszkał w podkrakowskich Proszowicach (maj 1944 – styczeń 1945). W Krakowie studiował ekonomię, uczęszczał także na wykłady na Uniwersytecie Jagiellońskim i Akademii Sztuk Pięknych. Z różnych jego późniejszych wypowiedzi wnioskować można, że mniej więcej w tym samym czasie nawiązał kontakt z akowską lub poakowską konspiracją. W 1947 uzyskał po trzyletnich studiach dyplom Akademii Handlowej. Rozpoczęte w Krakowie studia prawnicze kontynuował na Uniwersytecie Mikołaja Kopernika w Toruniu, gdzie w 1949 uzyskał tytuł magistra praw. W tym samym roku został przyjęty na drugi rok filozofii na UMK w Toruniu, studiował tam m.in. u swego późniejszego mistrza – Henryka Elzenberga. Od 1948 mieszkał w Sopocie, dokąd w 1946 przeprowadzili się jego rodzice. Podejmował się różnych zajęć: pracował w Narodowym Banku Polskim w Gdyni (1 marca – 30 czerwca 1948), redagował „Przegląd Kupiecki”, pracował w biurze Oddziału Gdańskiego Związku Literatów Polskich (1949–1950). Tam poznał Halinę Misiołkową – ich związek przetrwał do 1957. W 1948 został członkiem-kandydatem ZLP, rezygnację złożył w 1951. Ponownie wstąpił do Związku w 1955.
W 1949 przeprowadził się do Torunia (gdzie studiował od grudnia 1947). W Toruniu pracował w Muzeum Okręgowym oraz jako nauczyciel w szkole podstawowej. Jesienią 1951 przeniósł się na Uniwersytet Warszawski, gdzie przez pewien czas kontynuował studia filozoficzne. Początkowo mieszkał w bardzo trudnych warunkach w podwarszawskim Brwinowie, a od grudnia 1952 do stycznia 1957 w Warszawie przy ulicy Wiejskiej, w sublokatorskim pokoju mieszkania zajmowanego łącznie przez 12 osób. Potem przez kilka miesięcy zajmował służbówkę przy Alejach Jerozolimskich.
Próbował utrzymywać się z pracy pióra, nie włączając się jednocześnie w obowiązujący nurt literatury zaprzęgniętej w służbę politycznej propagandy. Publikował recenzje teatralne, muzyczne, relacje z wystaw plastycznych, abstrahując od kryteriów sztuki socrealistycznej. W 1948 w „Tygodniku Wybrzeża” drukowany był jego cykl „Poetyka dla laików”. Kilka recenzji opublikował w „Słowie Powszechnym” – w 1949 pod własnym nazwiskiem, rok później pod pseudonimem Patryk. Pod tym samym pseudonimem lub pod własnym nazwiskiem pisywał także w „Tygodniku Powszechnym”. W 1952 kilka recenzji ukazało się w „Przeglądzie Powszechnym” ojców jezuitów (pod pseudonimem Bolesław Hertyński). Od 1950 do 1953 jako Stefan Martha publikował w „Dziś i Jutro”, piśmie Stowarzyszenia „Pax”. Periodyki te, reprezentujące różne nurty katolicyzmu, były co prawda legalne, ale funkcjonowały na marginesie życia literackiego i społecznego, będąc dla oficjalnej propagandy siedliskiem „czarnej reakcji”. Możliwość współpracy z nimi zakończyła się dla Herberta ostatecznie w 1953. „Przegląd Powszechny” został zamknięty, „Tygodnik Powszechny”, po odmowie zamieszczenia nekrologu po śmierci Stalina, przekazany Paksowi. W tej sytuacji dalszą współpracę z pismami Paksu uznał poeta za niemożliwą.
Zarabiał w tym okresie sporządzając bibliografie, kwerendy biblioteczne itp. Od stycznia do lipca 1952 był płatnym krwiodawcą. Ostatecznie musiał podjąć się prac niezwiązanych z działalnością literacką. Pracował jako kalkulator chronometrażysta w Inwalidzkiej Spółdzielni Emerytów Nauczycieli „Wspólna Sprawa” (1 października 1953 – 15 stycznia 1954), starszy asystent w Centralnym Biurze Studiów i Projektów Przemysłu Torfowego Torfprojekt (19 stycznia – 31 grudnia 1954) i, dzięki protekcji Stefana Kisielewskiego, jako dyrektor biura Zarządu Głównego Związku Kompozytorów Polskich (wrzesień 1956 – marzec 1957).

### 1956–1981

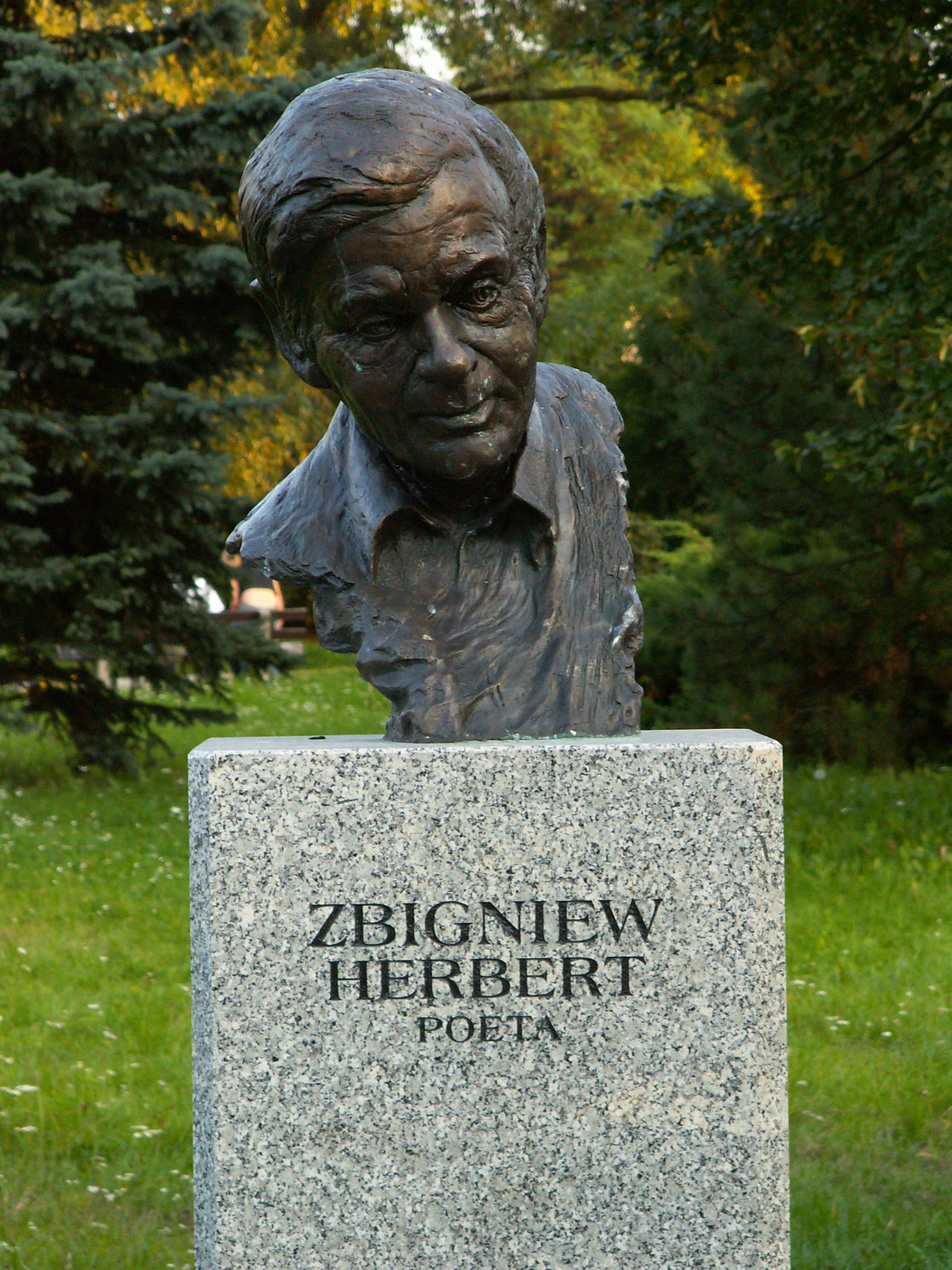
Popiersie Zbigniewa Herberta w Alei Sław na Skwerze Harcerskim w Kielcach autorstwa Arkadiusza Latosa

Sytuację Herberta zmienił rok 1956 – odwilż polityczna i koniec obowiązkowego socrealizmu w literaturze umożliwiły mu debiut książkowy (tom wierszy Struna światła ukazał się w 1956), sukces literacki zaś przyczynił się do poprawy warunków życiowych. W 1957, dzięki poparciu Jerzego Zawieyskiego, otrzymał z puli ZLP przydział kawalerki (28 m²) przy ul. Świerczewskiego (obecnie Al. Solidarności) w Warszawie, a stypendium ZLP (100 dolarów) pozwoliło mu odbyć pierwszą zagraniczną podróż.
Zafascynowanie kulturą śródziemnomorską z jednej, a niemożność przystosowania się do ponurych realiów i atmosfery PRL z drugiej strony sprawiły, że podróże stały się jego pasją. Mimo wielu kłopotów zawsze starał się o przedłużenie paszportu, co dawało możliwość powrotu do kraju. Nigdy nie zdecydował się na definitywną emigrację. Podróże, z powodu skromnych środków finansowych gromadzonych na bieżąco z doraźnych źródeł: nagród, honorariów za odczyty itp., odbywały się możliwie najmniejszym kosztem. Odbiło się to w przyszłości na jego zdrowiu, pozwoliło mu jednak poznać z bliska „świat piękny i bardzo różny” (Modlitwa Pana Cogito – podróżnika) – zarówno w dziełach kultury materialnej, jak i w napotykanych ludziach. Pierwszą podróż zagraniczną rozpoczął w 1958 r. Udał się przez Wiedeń do Francji (maj 1958 – styczeń 1959), odwiedził Anglię (styczeń – marzec 1959), Włochy (czerwiec – lipiec 1959), po czym ponownie Francję. Do Polski powrócił w maju 1960. Plonem tej podróży był Barbarzyńca w ogrodzie.

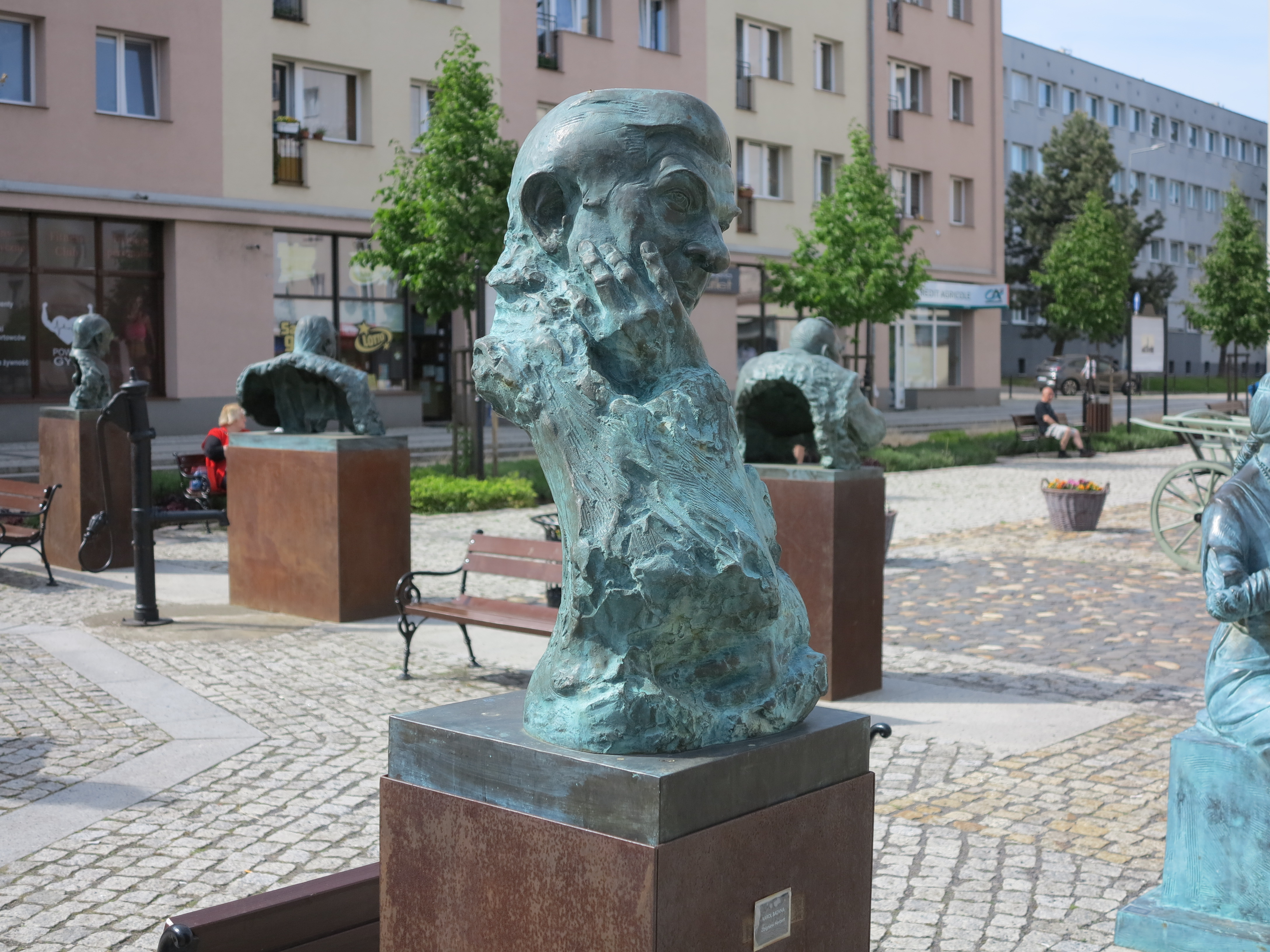
Zbigniew Herbert, rzeźba Karola Badyny na Górnym Rynku w Lwówku Śląskim

Jesienią 1963 r. wyjechał znowu, tym razem do Anglii i Szkocji. W grudniu 1963 przeniósł się do Paryża. W styczniu 1964 r. w Bibliotece Polskiej w Paryżu odebrał Nagrodę Kościelskich, co umożliwiło mu przedłużenie pobytu na Zachodzie. Wakacje 1964 r. spędził we Włoszech (lipiec – sierpień 1964) i Grecji (październik 1964), skąd powrócił do Francji, a pod koniec roku do Polski. Od 1965 do 1968 był członkiem zespołu redakcyjnego miesięcznika „Poezja”. W sezonie 1965/66 pełnił funkcję kierownika literackiego w Teatrze im. Juliusza Osterwy w Gorzowie Wielkopolskim.
Okazją do kolejnej podróży był odbiór Nagrody Lenaua (Nikolaus-Lenau-Preis) w Wiedniu (październik 1965). W 1965 został też członkiem Akademii Sztuk (Akademie der Künste) w Berlinie Zachodnim oraz Bawarskiej Akademii Sztuk Pięknych w Monachium. W Austrii przebywał do wiosny 1966 r. Odbył podróż po Niemczech, następnie zatrzymał się na dłużej we Francji (czerwiec 1966 – wrzesień 1967). Stamtąd przeniósł się ponownie do Niemiec, odwiedzając po drodze Holandię i Belgię. W zimie 1968 osiadł w Berlinie. 29 marca 1968 wziął w paryskim konsulacie ślub z Katarzyną Dzieduszycką. W końcu kwietnia państwo Herbertowie wrócili do Berlina. Lato 1968 Herbert spędził w USA (na zaproszenie Poetry Center), zwiedzając m.in. Nowy Jork, Kalifornię, Wielki Kanion, Nowy Meksyk, Nowy Orlean, Waszyngton, Los Angeles. W tym też czasie zostało opublikowane w USA tłumaczenie jego utworów, i uczyniło go jednym z najbardziej popularnych poetów współczesnych w angielskim kręgu językowym. W czasie tej podróży miał kilka wystąpień, m.in. w Nowym Jorku, Berkeley i Los Angeles. Ze Stanów Zjednoczonych udał się do Berlina, gdzie mieszkał do połowy września 1970, nie licząc krótkich wizyt w Polsce i wakacji we Włoszech (1969 r. – udział w Dei Duo Mundi – Festiwalu Dwóch Światów). Od września 1970 do czerwca 1971 Herbertowie przebywali ponownie w USA, w związku z wykładami, jakie prowadził poeta, jako tzw. visiting professor na Uniwersytecie Stanowym w Los Angeles.
Od jesieni 1971 do wiosny 1973 mieszkał gościnnie, z braku własnego lokum, w mieszkaniu Artura Międzyrzeckiego w bloku przy ul. Marszałkowskiej w Warszawie zwanym później Domem Pisarzy. W 1972 został członkiem prezydium ZLP i zaangażował się w działania na rzecz demokracji inicjowane przez środowisko literackie – był m.in. sygnatariuszem „Listu 17” w obronie członków Ruchu, organizatorem protestów ZLP przeciwko cenzurze. W 1972 wstąpił do Pen Clubu.
W 1973 wyjechał do Wiednia po odbiór Nagrody im. Herdera. Lato tego roku spędził w Grecji z Magdaleną i Zbigniewem Czajkowskimi, a jesienią powrócił do Polski. W roku akademickim 1973/74 prowadził wykłady na Uniwersytecie Gdańskim. W 1974 redagował „List 15” w sprawie praw Polaków w ZSRR. Podpisał także w grudniu 1975 „Memoriał 59” przeciwko zmianom w Konstytucji PRL. W 1974 zamieszkał przy ulicy Promenada 21 w Warszawie.
Lata 1975–1981 spędził za granicą, głównie w Niemczech oraz w Austrii i we Włoszech.

### 1981–1998

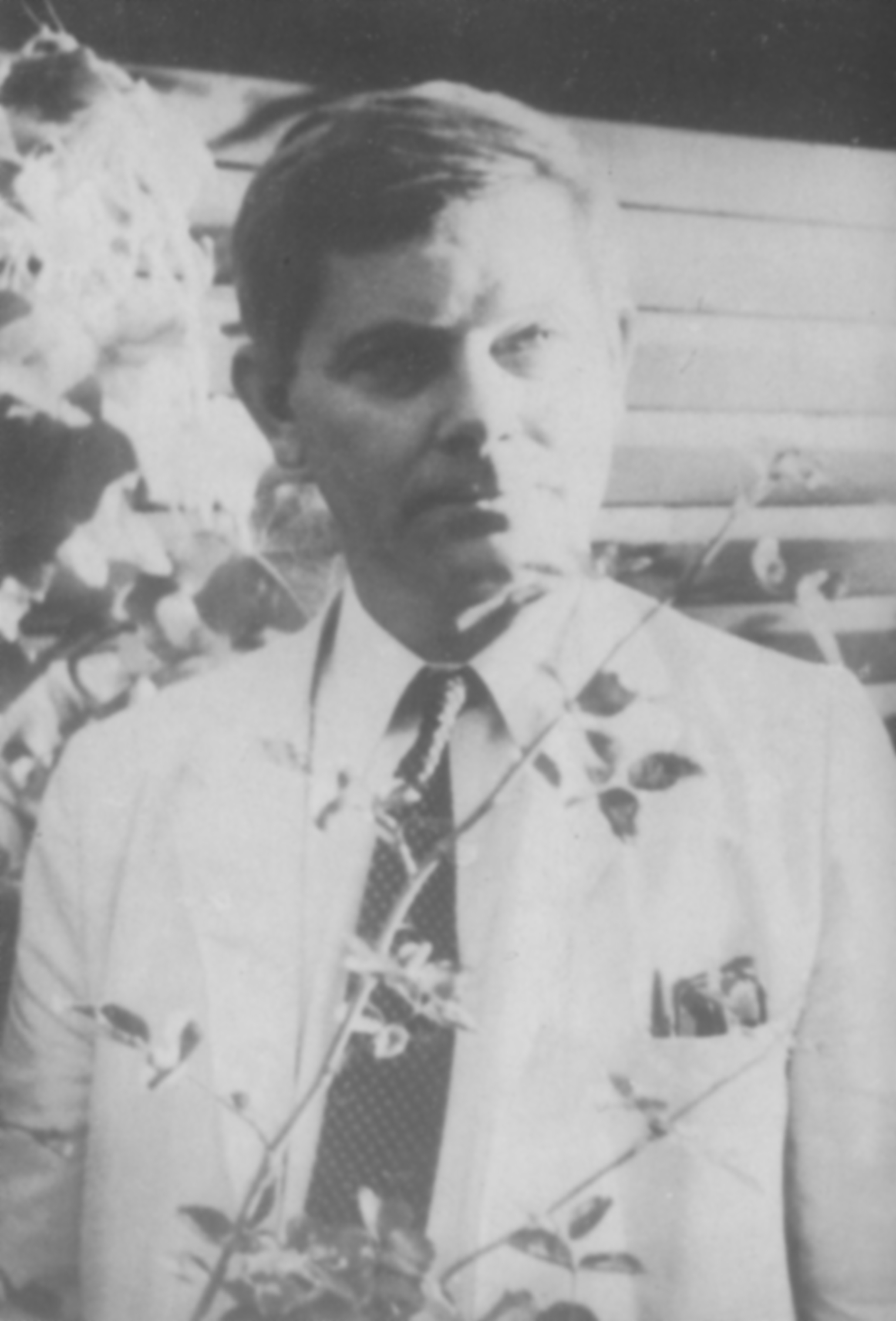
Zbigniew Herbert (przed 1983)

Herbert wrócił do Polski na początku 1981 – w okresie największych nadziei związanych z powstaniem „Solidarności”. Wszedł wtedy do zespołu redakcyjnego drugoobiegowego pisma „Zapis”. Po wprowadzeniu stanu wojennego wspierał swoją osobą i nazwiskiem działania opozycji – uczestniczył w nielegalnych uroczystościach, publikował w drugim obiegu. Jego twórczość stała się, zwłaszcza dla młodego pokolenia, manifestem wolności i wyrazem oporu, a postać poety symbolem postawy bezkompromisowego sprzeciwu. Niebagatelną rolę w przybliżeniu poezji Herberta ówczesnym odbiorcom odegrał Przemysław Gintrowski, który komponował muzykę do wierszy poety i wykonywał je osobiście, najczęściej wspólnie z Jackiem Kaczmarskim i Zbigniewem Łapińskim. Sam Herbert, początkowo niezbyt przychylny tym poczynaniom, z czasem je zaakceptował, mawiając o sobie żartobliwie jako o „tekściarzu Gintrowskiego”.
W 1986 Herbert przeniósł się do Paryża. W 1989 wstąpił do Stowarzyszenia Pisarzy Polskich. Rok później został członkiem Amerykańskiej Akademii i Instytutu Sztuki i Literatury (American Academy and Institute of Arts and Letters).
Przed 1989 został odznaczony Krzyżem Kawalerskim Orderu Odrodzenia Polski. Otrzymanie Literackiej Nagrody Jerozolimy dało mu w maju 1991 znowu okazję podróży – chociaż krótkiej – tym razem do Izraela.
W 1991 poważnie już chory poeta wrócił do Warszawy. Konsternację części jego niedawnych opozycyjnych przyjaciół wywołało poparcie oświadczenia redakcji „Arki” w sprawie dekomunizacji elit (1992, nr 41) oraz zdecydowanie antykomunistyczna publicystyka uprawiana na łamach „Tygodnika Solidarność”. Sam Herbert wystosował list do prezydenta Wałęsy w sprawie pułkownika Kuklińskiego (1994) oraz do Dżochara Dudajewa. Zainicjował także zbiórkę pieniężną na pomoc dla Czeczenii. Wcześniej, w liście otwartym do prezydenta George’a Busha protestował przeciwko obojętności wobec losu Kurdów. Poparł również inicjatywy Ligi Republikańskiej w sprawie wyjaśnienia okoliczności śmierci Stanisława Pyjasa oraz odtajnienia akt UB sprzed 1956 roku. W 1994 skrytykował w głośnym wywiadzie udzielonym „Tygodnikowi Solidarność” nie tylko porozumienia Okrągłego Stołu i obraz życia publicznego w III Rzeczypospolitej, ale także zaatakował personalnie szereg osób, w tym Czesława Miłosza i Adama Michnika, które jego zdaniem za taki stan rzeczy w Polsce były odpowiedzialne. Wywołało to liczne ataki skierowane w poetę oraz spory wokół jego osoby i głoszonych przez niego poglądów, trwające także po śmierci Herberta.
W 1993 został członkiem Amerykańskiej Akademii Sztuk i Nauk (American Academy of Arts and Sciences). W 1994, już na wózku inwalidzkim, odbył ostatnią podróż – do Holandii, z okazji wystawy tulipanów w Nieuwe Kerk. Ostatnie lata życia upłynęły mu na zmaganiu się z chorobą. Był chory na ciężką astmę – miał trudności z mówieniem, prawie nie opuszczał łóżka. Mimo to, wciąż intensywnie pracował – Epilog burzy ukazał się na kilka miesięcy przed jego śmiercią.

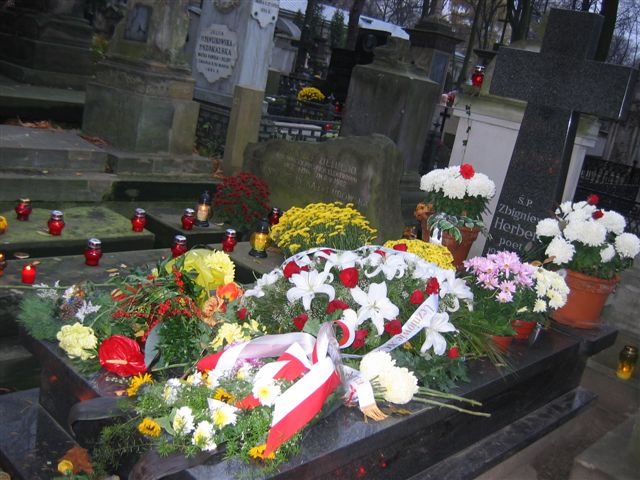
Grób Herberta na cmentarzu Powązkowskim (2004)

Zbigniew Herbert zmarł 28 lipca 1998 w Warszawie. Został pochowany na cmentarzu Powązkowskim (kwatera 14-3-2). 30 lipca 1998 prezydent RP Aleksander Kwaśniewski odznaczył go pośmiertnie Orderem Orła Białego, jednak wdowa po poecie Katarzyna Herbertowa odmówiła przyjęcia odznaczenia. Po niemal 9 latach, 3 maja 2007, żona oraz siostra poety Halina Herbert-Żebrowska odebrały to odznaczenie z rąk kolejnego prezydenta RP Lecha Kaczyńskiego.

## Życie prywatne
29 marca 1968 w paryskim konsulacie poślubił Katarzynę Dzieduszycką (ur. 1929, zm. 2025), córkę Włodzimierza Dzieduszyckiego), byli małżeństwem do śmierci poety. 
Herbert przez połowę dorosłego życia (pierwszy poważniejszy kryzys miał w 1966) miewał zaburzenia psychiczne (zaburzenia afektywne dwubiegunowe) i leczył się psychiatrycznie. Walcząc z tym wpadał w alkoholizm. Nałogowo palił papierosy, które zaczął palić w wieku 36 lat.
Zbigniew Herbert miał dwoje rodzeństwa, brata Janusza (1931−1943) oraz siostrę Halinę primo voto Żebrowską (1923−2017). Był kuzynem Edwarda Herberta (syn generała Mariana Herberta), oficera Wojska Polskiego, ofiary zbrodni katyńskiej, któremu zadedykował wiersz pt. Guziki. Siostrzeniec poety, dr hab. Rafał Żebrowski był badaczem twórczości Herberta oraz autorem książki Zbigniew Herbert. Kamień, na którym mnie urodzono (2011) wydanej nakładem Państwowego Instytutu Wydawniczego.
Rodzina poety jest zaangażowana w wiele wydarzeń oraz organizacji związanych z jego twórczością, m.in. w doroczną Herbertiadę organizowaną w Kołobrzegu, są również członkami Rady Patronackiej Klubu Herbertowskich Szkół.

### Znajomość z Czesławem Miłoszem
Herbert poznał Czesława Miłosza w 1958 w jego domu w Montgeron podczas swego pierwszego wyjazdu na Zachód. Między poetami wkrótce nawiązała się przyjacielska relacja mistrz-młodszy kolega. Po wyjeździe do Stanów Zjednoczonych Miłosz był promotorem i tłumaczem twórczości Herberta w USA.
Rozbieżności między poetami zaczęły narastać w drugiej połowie lat 60. Pokazuje to wymiana korespondencji na temat rozruchów w 1967 (tzw. Long, hot summer) ujawniająca odmienne poglądy na temat kapitalizmu, zdolności rodaków i szerzej – patriotyzmu. Poeci bezpośrednio poróżnili się w lipcu 1968, kiedy podczas zakrapianej kolacji u tłumaczki Bogdany Carpenter, Miłosz skrytykował powstanie warszawskie, a także – wg relacji samego Herberta (Andrzej Franaszek pisze, że inni uczestnicy przyjęcia nie pamiętali takiej wypowiedzi) – prowokacyjnie stwierdził, że Polskę należałoby przyłączyć jako kolejną republikę do ZSRR, co spowodowało długą tyradę oburzonego Herberta, oskarżenia o zdradę i z czasem rozluźnienie stosunków. Głębszy konflikt ujawnił się po ukazaniu się Roku myśliwego (1990), gdzie Miłosz przypisuje Herbertowi nacjonalizm, krytykując także jego mistrza duchowego Henryka Elzenberga. Ten z kolei zarzucił mu kosmopolityzm i brak patriotyzmu, wyciągał także PRL-owską służbę dyplomatyczną Miłosza w latach powojennych. Swe opinie na temat Miłosza Herbert sformułował poetycko w wierszach Pan Cogito i poeta w pewnym wieku (1974), a przede wszystkim Chodasiewicz (1991), wierszu o charakterze paszkwilu, w którym – jak sam pisze – „zjadliwie” sportretował Miłosza, i który wywołał skandal w środowisku.

(…) był hybrydą w której wszystko się telepie

duch i ciało góra z dołem raz marksista raz katolik

chłop i baba, a w dodatku pół Rosjanin a pół Polak (…)

Na dwa miesiące przed śmiercią Herberta poeci się pojednali, a Miłosz wziął udział w pogrzebie Herberta.

## Twórczość
Jego wiersze były tłumaczone na języki: angielski (wydany dzięki pomocy Czesława Miłosza i w jego przekładzie w 1968 wybór Selected Poems), niemiecki, włoski, czeski, niderlandzki, szwedzki, węgierski i albański (Edlira Lloha). Do najważniejszych nagród, którymi wyróżniony został Herbert, należą:
- nagroda im. Nikolausa Lenaua (1965),
- nagroda im. Herdera (1973),
- nagroda im. Petrarki (1978).

Kolejne etapy twórczości poety przedstawia poniższe zestawienie:

### Tomy poetyckie
- Struna światła (Czytelnik, Warszawa 1956)
- Hermes, pies i gwiazda (Czytelnik, Warszawa 1957)
- Studium przedmiotu (Czytelnik, Warszawa 1961)
- Napis (Czytelnik, Warszawa 1969)
- Pan Cogito (Czytelnik, Warszawa 1974)
- Raport z oblężonego Miasta i inne wiersze (Instytut Literacki, Paryż 1983)
- Elegia na odejście (Instytut Literacki, Paryż 1990)
- Rovigo (Wydawnictwo Dolnośląskie, Wrocław 1992)
- Epilog burzy (Wydawnictwo Dolnośląskie, Wrocław 1998)
- 89 wierszy (Wydawnictwo a5, Kraków 1998)[48]

Pośmiertnie:
- Podwójny oddech. Prawdziwa historia nieskończonej miłości. Wiersze dotąd niepublikowane (Małgorzata Marchlewska Wydawnictwo, Gdynia 1999) (Bez zgody spadkobierczyń praw autorskich)

Pierwsze wiersze Herberta ukazały się drukiem na łamach czasopisma „Dziś i Jutro” (nr 37 z 1950). Były to: Napis, Pożegnanie września i Złoty środek; wydrukowano je jednak bez zgody autora. Poetyckim debiutem w pełnym tego słowa znaczeniu było opublikowanie z końcem tego samego roku wiersza bez tytułu (Palce wrzeciona dźwięków...) w „Tygodniku Powszechnym” (nr 51). Do 1955 poeta publikował nieliczne utwory w tym tygodniku, pozostając poza głównym nurtem życia literackiego. Nie mając szans na własny tomik, zdecydował się na opublikowanie 22 wierszy w wydanej przez Pax antologii młodej poezji katolickiej ...każdej chwili wybierać muszę... (Warszawa 1954).
Szerszemu gronu odbiorców został zaprezentowany dopiero w Prapremierze pięciu poetów (obok Herberta byli to: Miron Białoszewski, Bohdan Drozdowski, Stanisław Czycz, Jerzy Harasymowicz) na łamach „Życia Literackiego” (nr 51 z grudnia 1955). W 1956 ukazał się jego debiutancki tomik Struna światła; rok później kolejny: Hermes, pies i gwiazda. Spóźniony debiut sprawił, że Herbert, biograficznie należący do tego samego pokolenia co Krzysztof Kamil Baczyński czy Tadeusz Różewicz, łączony był z pokoleniem „Współczesności”, które weszło do życia literackiego na fali odwilży 1956 r.
Dwa kolejne tomy, Studium przedmiotu i Napis, ukazały się w latach 1961 i 1969. W 1974 wszedł przebojem do kultury polskiej tytułowy bohater kolejnego zbioru – Pan Cogito. Postać Pana Cogito nie opuściła i późniejszej poezji Herberta. Poeta zawsze lubił posługiwać się liryką roli (w której podmiot liryczny nie może być utożsamiany z autorem), wielostopniową ironią – wprowadzony na stałe bohater sprzyjał prowadzeniu przez autora swego rodzaju gry z czytelnikiem.

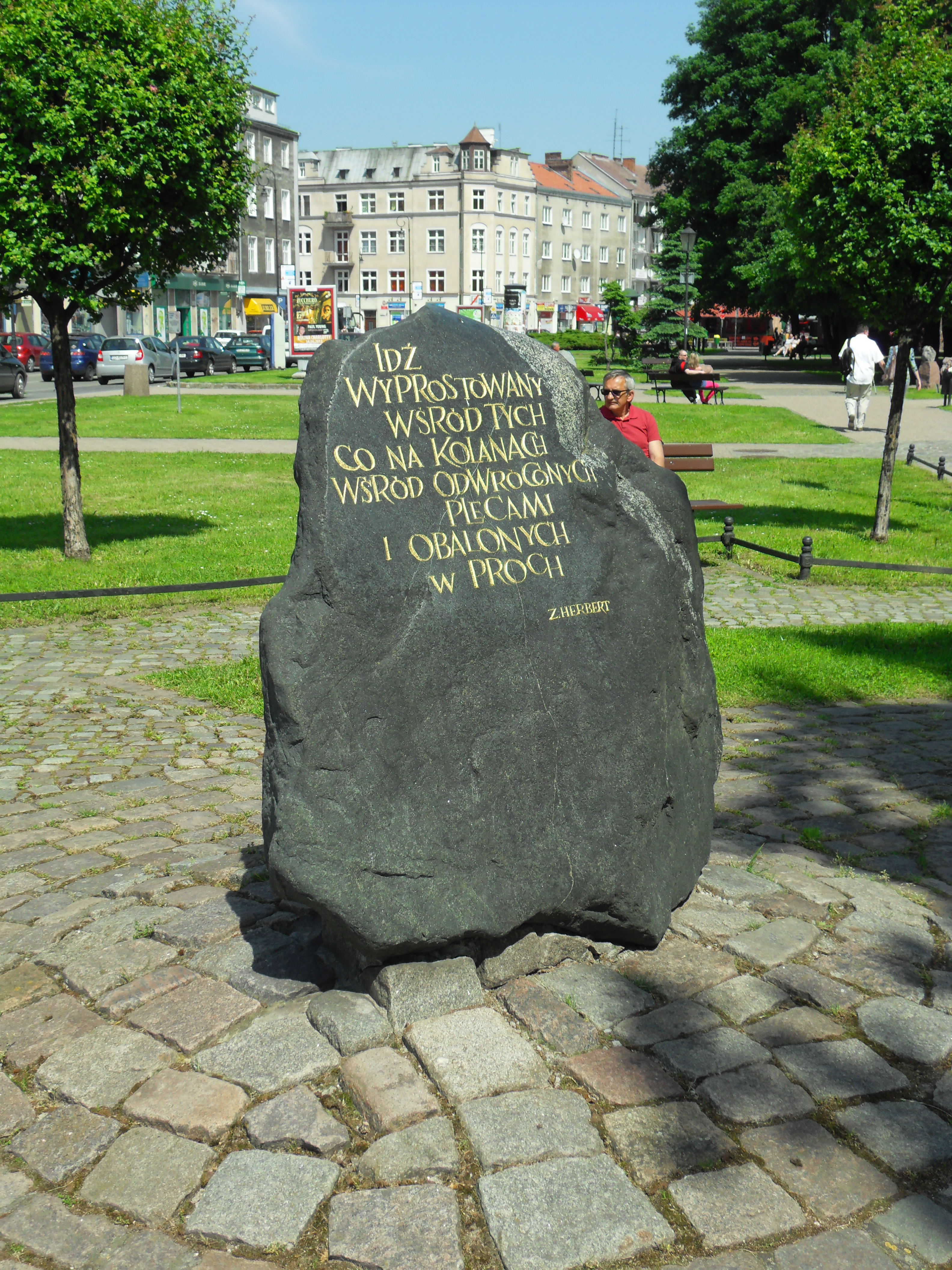
Cytat z Przesłania Pana Cogito na obelisku w Gdańsku

W 1983 Herbert wydał w Instytucie Literackim w Paryżu tom następny, opatrzony znamiennym tytułem Raport z oblężonego Miasta i inne wiersze. Przedrukowywały go w kraju w całości i w części drugoobiegowe oficyny. Czas i okoliczności wydania tomu sprzyjały dosłownemu odczytywaniu tytułowego wiersza. Mimo że jego tekst dawał pełne prawo do takiego właśnie odczytania, prowadziło ono nieuchronnie do spłycenia interpretacji wiersza. Także w Paryżu ukazał się kolejny tom – Elegia na odejście (1990). W 1992 zaś, już w Polsce, Rovigo (Wrocław). Na kilka miesięcy przed śmiercią autora wyszedł tom ostatni – Epilog burzy.
Tworzywem poezji Herberta, na co od razu zwróciła uwagę krytyka, są bardzo często mitologiczne opowieści, starożytni bohaterowie i dzieła sztuki; nie pełnią one jednak roli martwych elementów literackiej konwencji. Herbert stosował mechanizm szczególnej demitologizacji – próbował odrzucić wszystkie kulturowe nawarstwienia (o ile taki zabieg w ogóle jest możliwy) i dotrzeć do pierwowzorów, stanąć oko w oko z antycznymi bohaterami. W jego twórczości przeszłość nie jest bowiem czymś odległym i zamkniętym – ożywiane postaci i zdarzenia pozwalają podjąć próbę zrozumienia historii, a zatem zrozumienia i chwili obecnej. Przeszłość stanowi miarę dla teraźniejszości.
Nie ma w poezji Herberta spójnej koncepcji historiozoficznej. Przeciwnie – wyraźna jest niechęć do systemów, które wyjaśniają wszystko, tłumaczą rozwój wydarzeń nieuchronną logiką dziejów. To, co da się o historii powiedzieć, wynika tylko z prostej obserwacji – że jest ona (a przynajmniej była do tej pory) terenem panoszenia się zła, któremu wiecznie przeciwstawia się garstka niezłomnych. Jednostka nie jest w stanie zmienić biegu historii, ale zobowiązana jest do stawienia, mimo wszystko, beznadziejnego oporu. Etyczny fundament twórczości Herberta stanowi bowiem przekonanie, że słuszność danej sprawy i celowość działań podejmowanych w jej obronie nie zależy od szansy na zwycięstwo. Temu patetycznemu przesłaniu towarzyszy ironiczna świadomość, że jest ono wygłaszane w zdecydowanie mało heroicznej epoce – epoce, w której potencjalnemu bohaterowi grozi nie tyle męczeństwo, ile śmieszność. Cechą współczesnego świata jest bowiem istnienie rozmytych granic między dobrem a złem, degeneracja języka odbierająca słowom jednoznaczność, powszechna dewaluacja wartości. Zło współczesne nie jest demoniczne i nie daje się łatwo zdefiniować. Mający świadomość własnej śmieszności bohater prowokuje sytuacje graniczne nie tylko dla zachowania wierności przesłaniu, ale także aby sprowokować zło, zmusić je do ujawnienia się.
Surowa ocena współczesności nie oznacza jednak idealizowania historii. Kres naiwnemu widzeniu przeszłości położyły doświadczenia ostatniej wojny. Podejrzliwość demaskatora wynika też ze świadomości, że wizję historii tworzą zazwyczaj kronikarze zwycięzców, należy zatem pilnie badać „to co jest pod freskiem” (Przemiany Liwiusza). Pomnikowy obraz starożytnych bohaterów może być fałszywy, albo inaczej – może być oparty na takich kryteriach wartościowania, których nie powinno się bezkrytycznie przyjmować. Być może nasza solidarność należy się pokonanym.
Według Herberta historia nie jest jedyną, chociaż najłatwiejszą może do czynienia obserwacji, dziedziną, w której objawia się zło. Obecność zła implikuje pytanie o ład i sens świata, a zatem także o obecność w tym świecie Boga. Historia literatury nie rozstrzygnęła na razie sporu o sacrum w poezji Herberta. We wcześniejszych tomach widać dwa zupełnie odmienne wizerunki Boga: albo jest wszechmocny, zimny, doskonały i odległy, albo poprzez swoje zstąpienie na ziemię odbóstwiony, a zatem bezsilny (Kapłan, Rozmyślania Pana Cogito o odkupieniu). Ten pierwszy Bóg budzi zdecydowaną niechęć, cenione wszak w tej poezji jest to, co małe, dotykalne i bliskie. To przecież zmysły, zwłaszcza najbardziej niezawodny dotyk, dają nam w świecie najpewniejsze oparcie. Nie ma jednak w tej poezji pogodzenia się z upadkiem sacrum, z chaosem świata. Wbrew wszystkiemu ma sens bycie wiernym – nawet umarłemu Bogu. Z braku innych punktów oparcia w sobie szukać mamy siły na ocalenie świata przed chaosem i nicością (Napis).
W późniejszych utworach mniej jest deklaracji takiej pogańskiej w swej istocie siły, coraz wyraźniej za to artykułowana jest potrzeba pojednania. I choć reprezentowaną przez część krytyków opinię o pustym niebie Pana Cogito (za tytułem pracy Pawła Lisickiego) trudno obronić w świetle wierszy z Epilogu burzy, a i na tle wcześniejszych utworów była ona dyskusyjna, to nie da się również wskazać poetyckiego świadectwa, że takie pełne, przynoszące ukojenie pojednanie nastąpiło.

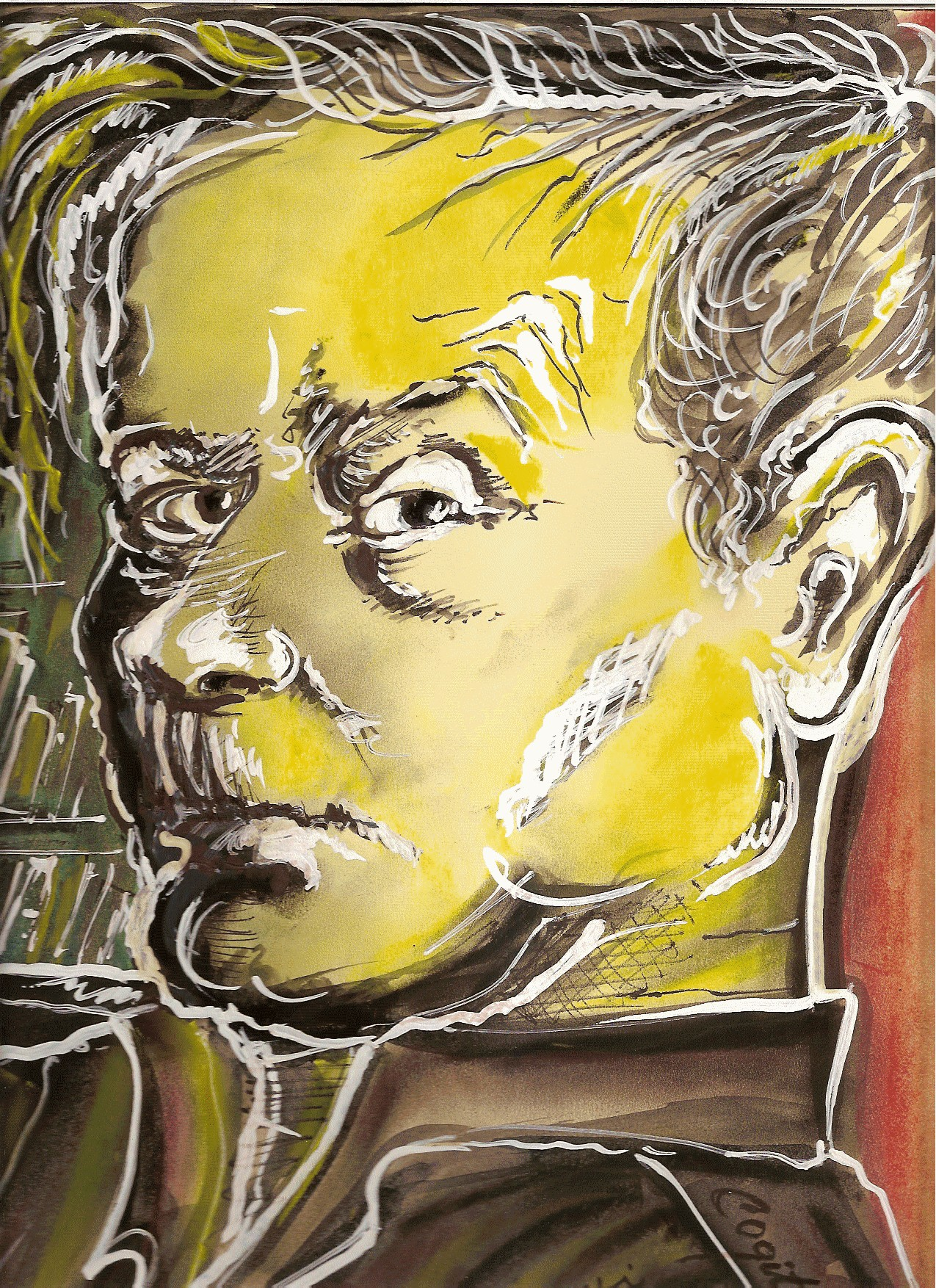
Portret autorstwa Zbigniewa Kresowatego

### Zbiory esejów, opowiadania
- Barbarzyńca w ogrodzie, Warszawa 1962. (Czytelnik)
- Martwa natura z wędzidłem, Wrocław 1993. (Wydawnictwo Dolnośląskie)

Pośmiertnie:
- Labirynt nad morzem, Warszawa 2000. (Zeszyty Literackie)
- Król mrówek, Kraków 2001. (Wydawnictwo a5)
- Węzeł gordyjski oraz inne pisma rozproszone 1948–1998 (także recenzje i publicystyka), oprac. P. Kądziela, Warszawa 2001, wyd. II rozszerzone 2008. (Biblioteka „Więzi”)
- „Mistrz z Delft” i inne utwory odnalezione, oprac. B. Toruńczyk, Warszawa 2008. (Zeszyty Literackie)

Barbarzyńca w ogrodzie, plon pierwszej zagranicznej podróży Herberta, ukazał się w 1962. Składają się na niego eseje, których tematem są konkretne widziane miejsca i rzeczy oraz dwa eseje historyczne.
Podróż do miejsc odbywa się równocześnie w dwóch wymiarach – jest podróżą współczesną i podróżą w czasie. Ta ostatnia zaczyna się od pradziejów w jaskiniach Lascaux, trwa przez epokę greckiego i rzymskiego antyku, czasy gotyckich katedr, renesansowego malarstwa, sentymentalnych ogrodów i staje się fascynująca dzięki temu, że podróżnik dzieli się z czytelnikami swoją wiedzą na temat mniej i bardziej poważnej historii opisywanych miejsc, przedmiotów i ludzi. Sam Herbert określił ją podróżą do miejsc, ale także podróżą do ksiąg.
Znalazły się w Barbarzyńcy... także dwa eseje historyczne. Historia albigensów i upadek templariuszy zajmują Herberta nie przez swoją niezwykłość, ale wręcz przeciwnie, przez swoją symptomatyczność, przez fakt, że w rozmaitych wariantach wciąż powtarzają się w historii. I tak właśnie Herbert je opisuje: z należytym szacunkiem wobec historycznego szczegółu i osobistego dramatu zaangażowanych w nie ludzi, ale też odsłaniając ponadczasowe mechanizmy zbrodni.
Kolejny zbiór esejów, Martwa natura z wędzidłem ukazał się w 1993 i poświęcony jest siedemnastowiecznemu malarstwu holenderskiemu. Podobnie jak w Barbarzyńcy... osobiste preferencje autora są niezależne od ogólnie przyjętych ocen. Wśród malarzy holenderskich najbardziej fascynuje go prawie zupełnie nieznany Torrentius, którego jedynym zachowanym dziełem jest właśnie tytułowa Martwa natura z wędzidłem. W przeciwieństwie do poprzedniego tomu esejów, mniej widoczna jest obecnie postać samego podróżnika. Nadal jednak interesują go ludzie – nie tylko malarze, także ci, którzy kupowali, a często zamawiali ich obrazy – jest bowiem malarstwo holenderskie wykwitem pewnej cywilizacji i niemożliwe byłoby w innym miejscu i czasie.
Ostatni tom esejów ukazał się dopiero po śmierci poety, chociaż napisany został dużo wcześniej niż Martwa natura... Labirynt nad morzem złożył bowiem Herbert w wydawnictwie „Czytelnik” już w 1973 (bez jednego szkicu, nad którym wciąż pracował), zaś maszynopis wycofał w grudniu 1982. Tom ten zawiera głównie eseje poświęcone kulturze i historii starożytnej Grecji, znalazło się w nim jednak miejsce także dla Etrusków i rzymskich legionistów spod muru Hadriana. Tym razem podróżnik Herberta zdaje się nie szukać własnych dróg – mierzy się z pomnikowymi zabytkami kultury – Akropolem, Knossos. A jednak, kiedy sięga do greckiej historii, wydobywa epizody, które zajmują mało miejsca w podręcznikach i rozbija utrwalone opinie. Pokazuje, jak polityka Peryklesa w sprawie Samos stała się początkiem końca nie tylko związku miast greckich, ale także ateńskiej demokracji. Oceny historii weryfikowane są w ten sam sposób, który postulowany był w poezji – przez zmianę perspektywy, odrzucenie punktu widzenia zwycięzców. Właśnie w Labiryncie nad morzem zasada ta została wyartykułowana najwyraźniej.

### Dramaty
- Jaskinia filozofów, „Twórczość” 1956, nr 9
- Drugi pokój, „Dialog” 1958, nr 4
- Rekonstrukcja poety, „Więź” 1960, nr 11/12
- Lalek. Sztuka na głosy, „Dialog” 1961, nr 12
- Listy naszych czytelników, „Dialog” 1972, nr 11

Pośmiertnie:
- Dramaty (wszystkie), Wrocław 1997. (Wydawnictwo Dolnośląskie)
- Dramaty, Warszawa 2008. (Biblioteka „Więzi”)

Wszystkie dramaty Herberta powstały stosunkowo wcześnie. Pierwsze cztery zostały napisane w latach 1956–1961, tylko ostatni, monodram Listy naszych czytelników – w 1972. Niektóre spośród tych utworów tworzone były jako słuchowiska radiowe bądź później przystosowywane do potrzeb radia. Jest to doskonale widoczne w ich budowie – napięcie tworzone jest głównie za pomocą dźwięku (głosów bohaterów, dźwięków w tle, ciszy) – inne środki teatralne występują w minimalnym stopniu. Sam poeta używał określenia, dla którego domagał się miejsca w klasyfikacjach literackich: dramat na głosy.
Jaskinia filozofów i Rekonstrukcja poety sięgają po temat antyczny. Głównym bohaterem pierwszego z nich jest Sokrates, który w celi ateńskiego więzienia czeka na wykonanie wyroku śmierci. Rozmowy z uczniami, żoną, strażnikiem więziennym, pozwalają na zrobienie rachunku z życia, ale nie tylko to jest tematem sztuki. Sokrates mógłby uciec, kara śmierci miała być jedynie symboliczna, ci, którzy go skazali, zakładali, że ucieknie, zadbali, aby miał taką możliwość. Filozof nie godzi się na hipokryzję wolności bez wolności – doprowadza sytuację do ostateczności – przyjmuje śmierć. Rekonstrukcja poety przywołuje z kolei postać Homera. Niewidomy już autor wielkich epopei zmienia pogląd na to, co naprawdę istotne i warte zainteresowania – nie zgiełk wielkiej bitwy, ale drobiazg, szczegół, to co najbardziej osobiste i kruche.
Trzy pozostałe dramaty sięgają po temat współczesny. W sposób bardzo przekonujący pokazują zwyczajność, banalność sytuacji, w której objawia się zło. Można pożądać drugiego pokoju tak bardzo, by życzyć sobie śmierci sąsiadki, by się do niej przyczynić (Drugi pokój). Można zostać odartym, ze wszystkiego, co ważne w życiu na skutek nieludzkich przepisów i ludzkiej głupoty (Listy naszych czytelników). Może się w zwykłym małym miasteczku, wśród bardzo porządnych ludzi, zdarzyć morderstwo, którego nikt nie umie wytłumaczyć i któremu nikt nie próbował zapobiec (Lalek).

### Korespondencja
- Listy do Muzy. Prawdziwa historia nieskończonej miłości, Gdynia 2000. (Małgorzata Marchlewska Wydawnictwo) (Bez zgody spadkobierczyń praw autorskich.)
- „Kochane Zwierzątka...” Listy Zbigniewa Herberta do przyjaciół – Magdaleny i Zbigniewa Czajkowskich, red. i komentarze: Magdalena Czajkowska, Warszawa 2000. (Państwowy Instytut Wydawniczy)
- Zbigniew Herbert. Jerzy Zawieyski. Korespondencja 1949–1967, wstęp: Jacek Łukasiewicz, wybór i przypisy: Paweł Kądziela, Warszawa 2002. (Biblioteka „Więzi”)
- Zbigniew Herbert. Henryk Elzenberg. Korespondencja, red. i posłowie: Barbara Toruńczyk, przypisy: Barbara Toruńczyk, Paweł Kądziela, 2002. (Fundacja Zeszytów Literackich)
- Zbigniew Herbert, Jerzy Turowicz. Korespondencja, Kraków 2005. (Wydawnictwo a5)
- Zbigniew Herbert, Stanisław Barańczak. Korespondencja, 2005. (Fundacja Zeszytów Literackich)
- Zbigniew Herbert, Czesław Miłosz. Korespondencja, 2006. (Zeszyty Literackie)
- Szymborska Wisława, Herbert Zbigniew. „Jacyś złośliwi bogowie zakpili z nas okrutnie”. Korespondencja 1955–1996, 2018. (Wydawnictwo a5)
- Zbigniew Herbert, Henryk Święcicki. „Pisanie to bardzo bolesna przyjemność”. Listy 1951–1967, 2021. (Znak)

## Cenzura komunistyczna
Nazwisko Zbigniewa Herberta znalazło się na specjalnej liście, na której umieszczono autorów pod szczególnym nadzorem peerelowskiej cenzury. Tomasz Strzyżewski w swojej książce o cenzurze w PRL publikuje poufną instrukcję cenzorską z 21 lutego 1976 Głównego Urzędu Kontroli Prasy, Publikacji i Widowisk, na której umieszczono jego nazwisko oraz następujące wytyczne: „Wszystkie własne publikacje autorów z poniższej listy zgłaszane przez prasę i wydawnictwa książkowe oraz wszystkie przypadki wymieniania ich nazwisk należy sygnalizować kierownictwu Urzędu, w porozumieniu z którym może jedynie nastąpić zwolnienie tych materiałów. Zapis nie dotyczy radia i TV, których kierownictwo we własnym zakresie zapewnia przestrzeganie tych zasad. Treść niniejszego zapisu przeznaczona jest wyłącznie do wiadomości cenzorów”.

## Nagrody
- Nagroda Polish Institute of Science and Arts in America[15]
- Międzynarodowa Nagroda im. Lenina (Wiedeń)[15]
- 1961: Nagroda Pierścienia i tytuł Księcia Słowa (Rada Naczelna Zrzeszenia Studentów Polskich)
- 1963: Nagroda Fundacji im. Kościelskich (Genewa)
- 1965: Nagroda Fundacji A. Jurzykowskiego (Nowy Jork)[15]
- 1965: Nikolaus-Lenau-Preis (Austria)
- 1973: Nagroda im. Herdera (Hamburg-Wiedeń)
- 1978: Nagroda im. Petrarki (RFN)
- 1981: Nagroda Literacka im. Andrzeja Struga
- 1984: Nagroda „Solidarności”
- 1984: Nagroda Poetycka im. Sępa Szarzyńskiego
- 1984: Międzynarodowa Nagroda Pisarska Walijskiej Rady Sztuki
- 1987: Nagroda Węgierskiej Fundacji Księcia Gabora Bethlema
- 1988: Nagroda im. Brunona Schulza (amerykańska Fundacja Studiów Polsko-Żydowskich i amerykański Pen Club)
- 1989: Nagroda Pen Clubu im. komandora K. Szczęsnego
- 1989: Nagroda Polskiego PEN Clubu im. Jana Parandowskiego[51]
- 1991: Nagroda Jerozolimska (Jerusalem Prize for the Freedom of the Individual in Society)
- 1991: Nagroda Vilenica (Stowarzyszenie Pisarzy Słoweńskich)
- 1993: Nagroda im. Kazimierza Wyki[52]
- 1993: Złoty Mikrofon
- 1994: Nagroda Krytyków Niemieckich za najlepszą książkę roku (Martwa natura z wędzidłem)
- 1995: Nagroda T.S. Eliota (amerykańska Fundacja Ingersol)
- 1995: Nagroda im. Jerzego Łojka[53][54]
- 1996: Nagroda Miasta Münster

## Upamiętnienie

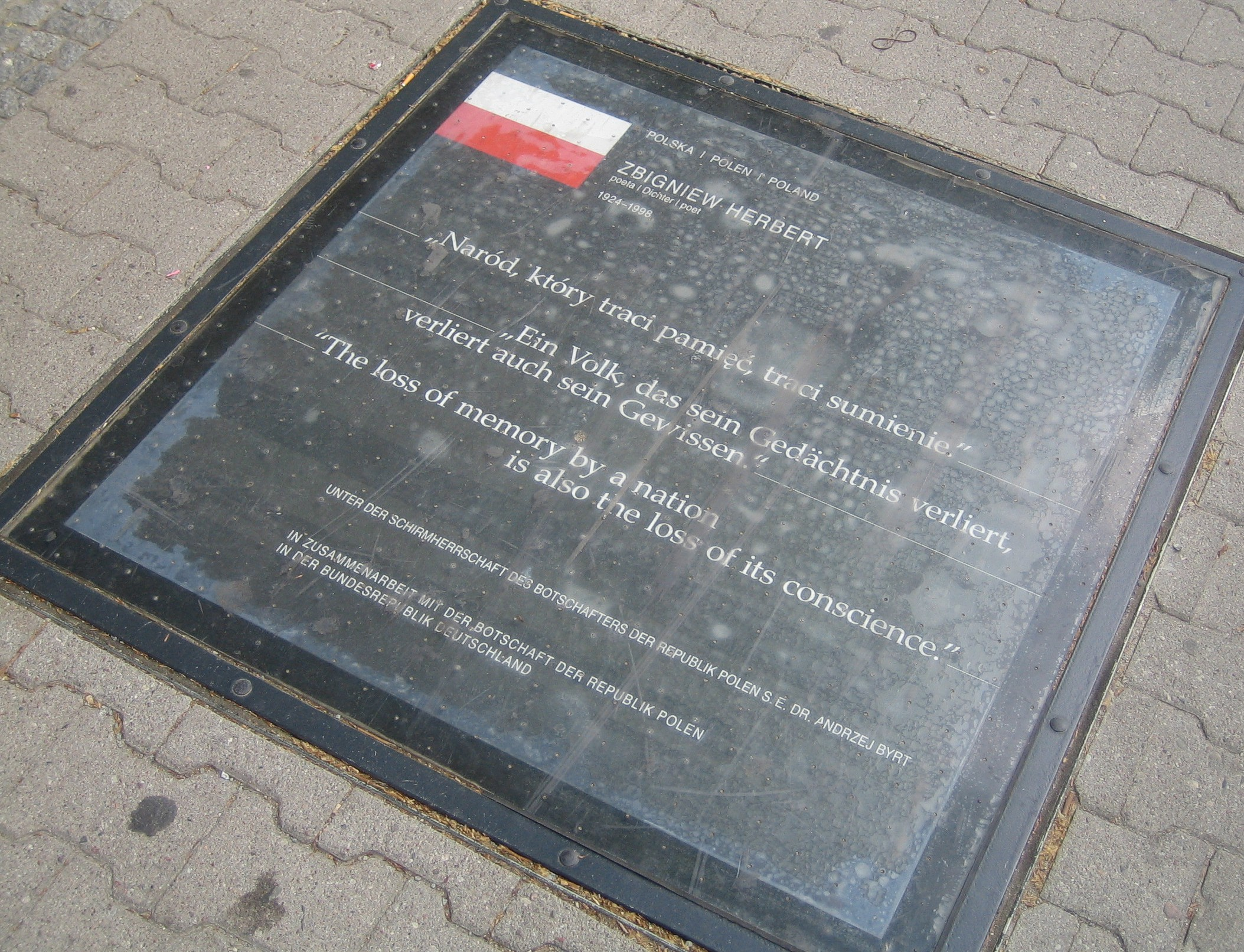
Tablica upamiętniająca Zbigniewa Herberta w Berlinie

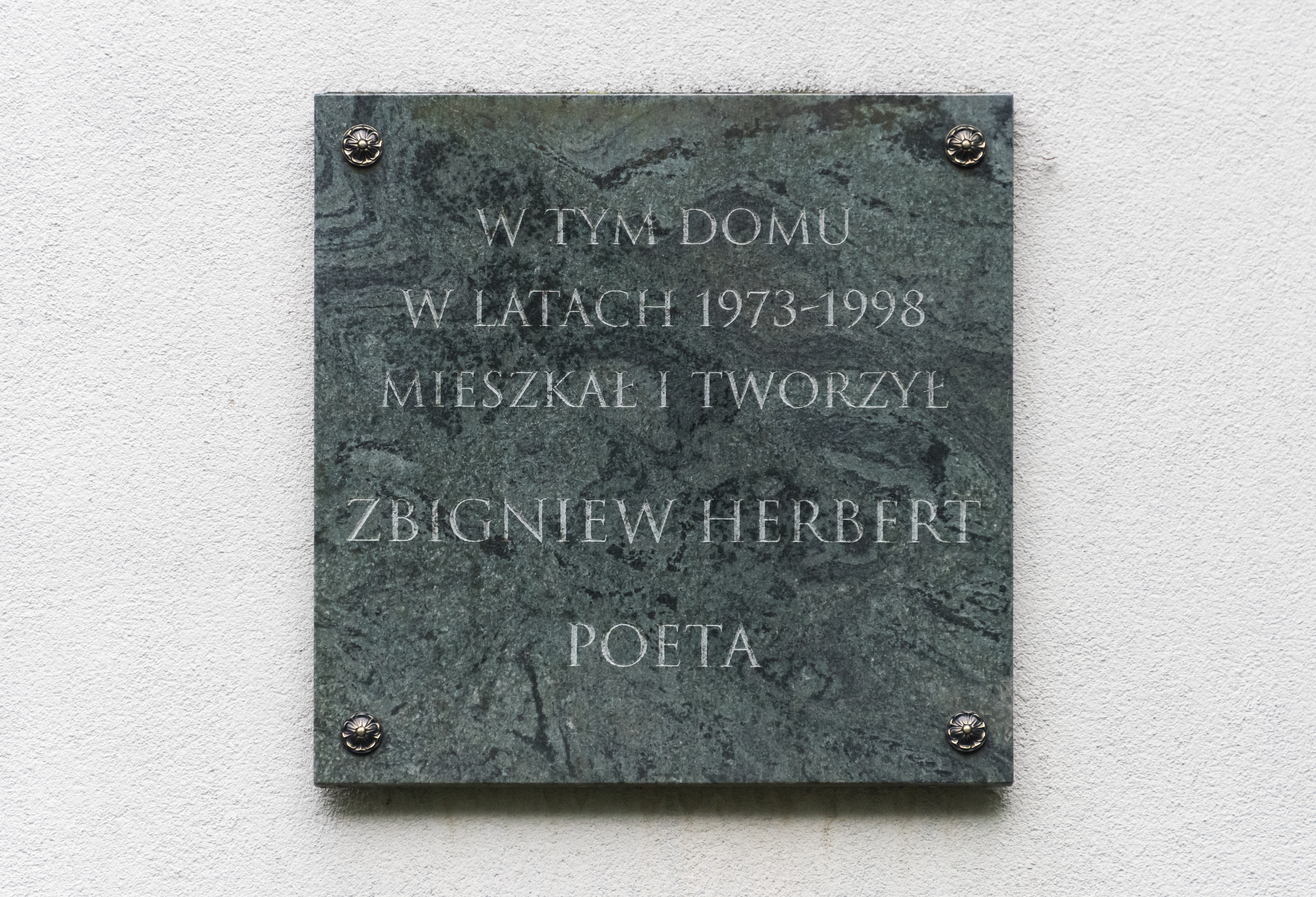
Tablica pamiątkowa na budynku przy ul. Promenada 21 w Warszawie, w którym mieszkał

W 2000 na zlecenie TVP powstał poświęcony Herbertowi film biograficzny pt „Obywatel Poeta” Jerzego Zalewskiego. Ze względu na cytowane w filmie krytyczne wypowiedzi Herberta, m.in. na temat Michnika i Miłosza, TVP zażądała ocenzurowania filmu ze względu na „zbędne dygresje” i „wątpliwości natury etycznej” od 37 minuty. Wobec sprzeciwu reżysera emisja filmu była blokowana przez ponad rok w atmosferze skandalu i gróźb prawnych. Film został ostatecznie wyemitowany 29 stycznia 2001.
Zbigniew Herbert upamiętniony został w ramach projektu „słynni Polacy XX w.” popiersiem, które stoi w parku im. Henryka Jordana w Krakowie (III.3) – odsłonięcie 26 października 2006.
Sejm Rzeczypospolitej Polskiej dwukrotnie ogłaszał Rok Zbigniewa Herberta: 10 lipca 2007 ogłosił rok 2008, a 27 października 2017 ogłosił rok 2018.
Narodowy Bank Polski wprowadził do obiegu monety upamiętniające Zbigniewa Herberta:
30 maja 2008
- o nominale 200 zł wykonana stemplem lustrzanym w złocie,
- o nominale 10 zł wykonaną stemplem lustrzanym w srebrze,

28 maja 2008:
- o nominale 2 zł wykonaną stemplem zwykłym w stopie Nordic Gold[59].

W Toruniu odbywa się corocznie Ogólnopolski Konkurs Poetycki „O liść konwalii” im. Zbigniewa Herberta. Do 2016 odbyło się 30 edycji tego konkursu. W Lublinie odbywa się corocznie Ogólnopolski Festiwal Herbertowski pod honorowym patronatem Katarzyny Herbert. Do 2017 odbyło się 17 edycji tego konkursu. W 2010 powstała Fundacja im. Zbigniewa Herberta, przyznająca Międzynarodową Nagrodę Literacką imienia poety oraz czuwająca nad spuścizną po pisarzu. Przewodniczącą Fundacji oraz fundatorką jest wdowa po poecie, natomiast stanowisko prezesa piastuje dr Maria Dzieduszycka.
Poeta Janusz Szuber zadedykował Zbigniewowi Herbertowi wiersz pt. Symultanka, wydany w tomikach poezji pt. Biedronka na śniegu z 2000 i pt. Pianie kogutów z 2008 oraz napisał wiersz Pułkownik Herbert. Listy, opublikowany w tomiku poezji pt. Wpis do ksiąg wieczystych z 2009.
9 listopada 2017 r. ulica nazwana wcześniej imieniem Leona Kruczkowskiego w dzielnicy Śródmieście w Warszawie zyskała nazwę ulicy Zbigniewa Herberta. W skali całej Polski poeta jest patronem łącznie ponad 70 ulic, 3 rond i jednego parku.
28 czerwca 2017 Sejm RP zdecydował o ustanowieniu roku 2018 Rokiem Zbigniewa Herberta.
18 lutego 2022 nowemu statkowi, zbudowanemu w chińskiej stoczni Chengxi Shipyard Co. Ltd., przekazanemu armatorowi Chińsko-Polskie Towarzystwo Okrętowe S.A. Chipolbrok, nadano imię "Herbert".
W 2024 roku w Sienie oraz Orvieto we Włoszech, Instytut Adama Mickiewicza zainaugurował projekt "Ścieżkami Pana Herberta" ("Sulle orme del Signor Herbert") jako część obchodów setnej rocznicy urodzin poety, który uwiecznił te miasta w esejach z tomu "Barbarzyńca w ogrodzie"..

## Twórczość Herberta w piosenkach
- Czesław Niemen, Kamyk, 1974
- Jacek Kaczmarski, Przemysław Gintrowski, Zbigniew Łapiński – album Raj, rok 1980 (teksty do utworów Przesłuchanie Anioła, Sprawozdanie z Raju, U wrót doliny)
- Przemysław Gintrowski, Raport z oblężonego miasta, 1981, Pamiątki, 1983, Kamienie, 1991, Odpowiedź, 2000 i Tren, 2008
- Piotr Szczepanik, Guziki, 2000
- Grzegorz Turnau, 11:11, 2005
- Karimski Club, Herbert, 2009
- Dobre piosenki – Herbert zaśpiewany, różni wykonawcy, MTJ, 2016
- Dawid Hallman, Przestroga[72], 2019

## Opracowania
(Pozycje książkowe w układzie chronologicznym)
- Andrzej Kaliszewski, Gry Pana Cogito, Kraków 1982, wyd. 2. rozszerz. Łódź 1990.
- Stanisław Barańczak, Uciekinier z Utopii: o poezji Zbigniewa Herberta, Londyn 1984.
- Włodzimierz Maciąg, O poezji Zbigniewa Herberta, Wrocław 1986.
- A. Baczewski, Szkice literackie. Asnyk. Konopnicka. Herbert, Rzeszów 1991.
- Jacek Brzozowski, „Pan Cogito” Zbigniewa Herberta, Warszawa 1991.
- Andrzej Kaliszewski, Herbert, Warszawa 1991.
- Andrzej Kaliszewski, Zbigniew Herbert, Kraków 1993.
- Dlaczego Herbert. Wiersze i komentarze, Łódź 1992.
- Barbara Myrdzik, Poezja Zbigniewa Herberta w recepcji maturzystów, Lublin 1992.
- Czytanie Herberta, red. Przemysław Czapliński, Piotr Śliwiński, Maria Wiegandt, Poznań 1995.
- Jacek Łukasiewicz, Poezja Zbigniewa Herberta Warszawa 1995. (Biblioteka Analiz Literackich)
- Marek Adamiec, „...Pomnik trochę niezupełny...”. Rzecz o apokryfach i poezji Herberta, Gdańsk 1996.
- Danuta Opacka-Walasek, „...pozostać wiernym niepewnej jasności”. Wybrane problemy poezji Zbigniewa Herberta, Katowice 1996.
- Piotr Siemaszko, Zmienność i trwanie. (O eseistyce Zbigniewa Herberta), Bydgoszcz 1996.
- Andrzej Franaszek, Ciemne źródło (o twórczości Zbigniewa Herberta), Londyn 1998.
- Poznawanie Herberta, wybór i wstęp A.Franaszek, Tom 1 – Kraków 1998, Tom 2 – Kraków 2000.
- Herbert i znaki czasu. Tom I. Colloquia Herbertiana (I), red. Elżbieta Feliksiak, Mariusz Leś, Elżbieta Sidoruk, Białystok 2001.
- Julian Kornhauser, Uśmiech Sfinksa. O poezji Zbigniewa Herberta, Kraków 2001.
- Jacek Łukasiewicz, Herbert, Wrocław 2001. (Seria: A to Polska właśnie)
- Jadwiga Mizińska, Herbert Odyseusz, Lublin 2001.
- Danuta Opacka-Walasek, Czytając Herberta, Katowice 2001.
- Joanna Salamon, Czas Herberta albo na dom w Czarnolesie, Warszawa 2001.
- Twórczość Zbigniewa Herberta. Studia, red. Marzena Woźniak-Łabieniec, Jerzy Wiśniewski, Kraków 2001.
- Herbert. Poetyka, wartości i konteksty, red. Eugeniusz Czaplejewicz i Witold Sadowski, Warszawa 2002.
- Joanna Siedlecka, Pan od poezji. O Zbigniewie Herbercie, Warszawa 2002 (fragment)
- Małgorzata Mikołajczak, W cieniu heksametru. interpretacje wierszy Zbigniewa Herberta, Zielona Góra 2004.
- Bohdan Urbankowski, Poeta, czyli człowiek zwielokrotniony. Szkice o Zbigniewie Herbercie, Radom 2004
- Małgorzata Mikołajczak, Pomiędzy końcem i apokalipsą. O wyobraźni poetyckiej Zbigniewa Herberta, Wrocław 2007 (wyd. II Toruń 2013).
- Jacek Kopciński, Nasłuchiwanie. Sztuki na głosy Zbigniewa Herberta, Warszawa 2008.
- Cezary Dobies, Herbert w Toruniu. Przewodnik po latach 1947–1951 dla turystów poezjojęzycznych., Toruń 2008.
- Wierność. Wspomnienia o Zbigniewie Herbercie, oprac. i red. Anna Romaniuk, PWN, Warszawa, 2014.
- Roman Bobryk, Koncept poezji i poety w wierszach Zbigniewa Herberta, Siedlce, 2017.
- Andrzej Franaszek, Herbert. Biografia (dwa tomy: Niepokój i Pan Cogito), Wydawnictwo Znak, Kraków 2018, ISBN 978-83-240-5376-6, ISBN 978-83-240-6886-9
- Elżbieta Lechnio, Mój wujek Zbyszek, Kołobrzeg, Kamera, 2024, ISBN 978-83-67066-17-4

Seria wydawnicza Biblioteka Pana Cogito
- Józef Maria Ruszar, Stróż brata swego. Zasada odpowiedzialności w liryce Zbigniewa Herberta, Wydawnictwo UMCS, Lublin 2004.
- Portret z początku wieku. Twórczość Zbigniewa Herberta – kontynuacje i rewizje, red. W. Ligęza, M. Cicha, Gaudium, Lublin 2005.
- Czułość dla Minotaura. Metafizyka i miłość konkretu w twórczości Zbigniewa Herberta, red. J.M. Ruszar, M. Cicha, Gaudium, Lublin 2005.
- Wyraz wyłuskany z piersi, Gaudium, Lublin 2006: część 1: Herbert w oczach zachodnich literaturoznawców. Materiały z Międzynarodowej Konferencji Naukowej Ośrodka Kultury Polskiej przy Uniwersytecie Paris-Sorbonne (jesień 2004), red. D. Knysz-Tomaszewska, B. Gautier; część 2: „Pamięć i tożsamość”. Materiały z Warsztatów Herbertowskich w Oborach (wiosna 2005), red. M. Zieliński, J.M. Ruszar.
- Zmysł wzroku, zmysł sztuki. Prywatna historia sztuki Zbigniewa Herberta. Materiały z Warsztatów Herbertowskich w Oborach (jesień 2005), cz. 1 i 2, red. J.M. Ruszar, D. Koman, Gaudium, Lublin 2006.
- Dialog i spór. Zbigniew Herbert a inni poeci i eseiści. Materiały z Warsztatów Herbertowskich w Oborach (wiosna 2006), red. J.M. Ruszar, D. Koman, Gaudium, Lublin 2006.
- Apostoł w podróży służbowej. Prywatna historia sztuki Zbigniewa Herberta (album rysunków poety oraz reprodukcji dzieł malarskich, które były inspiracją dla wierszy i esejów), red. J.M. Ruszar, Gaudium, Lublin 2006.
- Dagmara Zawistowska-Toczek, Stary poeta. Ars moriendi w późnej twórczości Zbigniewa Herberta, Gaudium, Lublin 2008.
- Anna Mazurkiewicz-Szczyszek, W asyście jakich dzwonów. Obrazy miasta w twórczości Zbigniewa Herberta, Gaudium, Lublin 2008.
- Niepewna jasność tekstu. Szkice o twórczości Zbigniewa Herberta, red. J.M. Ruszar, Platan, Kraków 2009.
- Mateusz Antoniuk, Otwieranie głosu. Studium o wczesnej twórczości Zbigniewa Herberta (do 1957 roku), Platan, Kraków 2009.
- Pojęcia kiełkujące z rzeczy. Filozoficzne inspiracje twórczości Zbigniewa Herberta, red. J.M. Ruszar, Platan, Kraków 2010.
- Bór nici. Wątki klasyczne i romantyczne w twórczości Zbigniewa Herberta, red. M. Mikołajczak, Platan, Kraków 2011.
- Grażyna Sztukiecka, Umrę cały? Rozmowy w cieniu śmierci. Senilna poezja Czesława Miłosza, Tadeusza Różewicza, Zbigniewa Herberta i Jarosława Marka Rymkiewicza, Narodowe Centrum Kultury, Warszawa 2011.
- Ewangelia odrzuconego. Szkice w 90. rocznicę urodzin Tadeusza Różewicza, red. J.M. Ruszar, Narodowe Centrum Kultury, Warszawa 2011.
- Między nami a światłem. Bóg i świat w twórczości Zbigniewa Herberta, szkice pod red. G. Halkiewicz-Sojak, J.M. Ruszara i R. Siomy, JMR Transatlantyk, Kraków – Toruń 2012
- Małgorzata Mikołajczak, Światy z marzenia. Echa romantyczne w poezji Zbigniewa Herberta, JMR Transatlantyk, Kraków 2013
- Magdalena Śniedziewska, Wierność rzeczywistości. Zbigniew Herbert o postawie wobec świata i problemach jego reprezentacji (rozprawa i album), JMR Transatlantyk, Kraków 2013.
- Karol Hryniewicz, Cogito i dubito. Dyskurs estetyczny w poezji Zbigniewa Herberta i Tadeusza Różewicza, JMR Transatlantyk, Kraków 2014.
- Józef Maria Ruszar, Słońce republiki. Cywilizacja rzymska w twórczości Zbigniewa Herberta, JMR Transatlantyk, Kraków 2014.
- Gąszcz srebrnych liści. Interpretacje wierszy Zbigniewa Herberta, red. J. M. Ruszar, Wydawnictwo JMR Trans-Atlantyk, Kraków 2015
- Liryka i fenomenologia. Zbigniew Herbert i Tadeusz Różewicz w kręgu myśli Ingardenowskiej, red. J.M. Ruszar i D. Siwor, Instytut Myśli Józefa Tischnera, Kraków 2016
- Wojciech Ligęza, Bez rutyny. O poezji Wisławy Szymborskiej i Zbigniewa Herberta, Instytut Myśli Józefa Tischnera, Kraków 2016
- Józef Maria Ruszar, Wytarty profil rzymskich monet. Ekonomia jako temat literacki w twórczości Zbigniewa Herberta, Instytut Myśli Józefa Tischnera, Kraków 2016
- Radosław Sioma, Krzesło i zmięta serweta. Szkice o poezji Zbigniewa Herberta, Instytut Myśli Józefa Tischnera – JMR Trans-Atlantyk, Kraków 2017
- Zemsta ręki śmiertelnej. Interpretacje wierszy poetów XX wieku, red. J.M. Ruszar i D. Siwor, Instytut Myśli Józefa Tischnera – JMR Trans-Atlantyk, Kraków 2017
- Świat piękny i bardzo różny. Szkice o wojażach Pana Cogito, red. J.M. Ruszar, D. Siwor, Instytut Myśli Józefa Tischnera – Wydawnictwo JMR Trans-Atlantyk, Kraków 2018
- Nie powinien przysyłać Syna. Etyczne i metafizyczne aspekty twórczości Zbigniewa Herberta, red. J.M. Ruszar, Instytut Myśli Józefa Tischnera – Wydawnictwo JMR Trans-Atlantyk, Kraków 2018
- Joanna Adamowska, Sens kobaltu. Zbigniewa Herberta i Tadeusza Różewicza spotkania z malarzami, Polskie Wydawnictwo Muzyczne, Kraków 2018
- Tomasz Tomasik, Poczucie tożsamości. Lektury na marginesach twórczości Zbigniewa Herberta, Polskie Wydawnictwo Muzyczne, Kraków 2018
- Kłusownik i myśliwi. Prywatna historia sztuki Zbigniewa Herberta, Instytut Literatury, Kraków 2020
- Józef Maria Ruszar, Zapasy ze światem Zbigniewa Herberta. Esej o życiu pisarzy w czasach pierwszych sekretarzy, Instytut Literatury, Kraków 2020[73]